# ООН-Вода
Організація Об'єднаних Націй з питань води (ООН-Вода або United Nations Water (UN-Water) ) — міжвідомчий механізм, який координує зусилля структур ООН і міжнародних організацій, які працюють над питаннями водопостачання та санітарії.
«Більше 30 організацій ООН здійснюють програми з водопостачання та санітарії, що свідчить про те, що питання води проходять через усі основні сфери діяльності ООН. Роль ООН-Вода полягає в координації так, щоб сім'я ООН „діяла як єдине ціле“ у відповідь на проблеми, пов'язані з водою».
Більшість офісів знаходиться в Женеві, Швейцарія.

## Проблема
Вода є основою сталого розвитку та має вирішальне значення для соціально-економічного розвитку, здорових екосистем і самого виживання людини. Екосистеми в усьому світі, особливо водно-болотні угіддя, занепадають з точки зору послуг, які вони надають. У період між 1997 і 2011 роками через зміни землекористування було втрачено від 4,3 до 20,2 трильйонів доларів США на рік екосистемних послуг. Вода життєво важлива для зменшення глобального тягаря хвороб і покращення здоров'я, добробуту та продуктивності населення. Сьогодні 2,1 мільярда людей не мають доступу до безпечних послуг питної води, а 4,5 мільярдів людей не мають доступу до безпечних послуг санітарії.
Вода також лежить в основі адаптації до зміни клімату, слугуючи вирішальною ланкою між кліматичною системою, людським суспільством і навколишнім середовищем. Без належного управління водними ресурсами може виникнути посилення конкуренції за воду між секторами та ескалація різного роду водних криз, що призведе до надзвичайних ситуацій у ряді залежних від води секторів. Очікується, що до 2025 року 1,8 мільярда людей житимуть в умовах абсолютного дефіциту води, а дві третини населення світу можуть перебувати в умовах нестачі води.
Фізичний світ води тісно пов'язаний із соціально-політичним світом, причому вода часто є ключовим фактором управління такими ризиками, як голод, міграція, епідемії, нерівність і політична нестабільність. З 1900 року понад 11 мільйонів людей загинули внаслідок посухи, а понад 2 мільярди постраждали від посухи, що більше, ніж будь-яка інша фізична небезпека.

## Діяльності
Члени та партнери ООН-Вода інформують про політику у сфері водопостачання та санітарії, здійснюють моніторинг і звітування про прогрес, а також координують дві щорічні глобальні кампанії у Всесвітній день води та Всесвітній день туалету.

### Ключові політичні процеси
Члени та партнери ООН-Вода допомогли включити водопостачання та санітарію в кілька угод, таких як Порядок денний сталого розвитку на період до 2030 року (який призвів до Цілей сталого розвитку (ЦСР)), Сендайська рамкова програма щодо зменшення ризику стихійних лих на 2015—2030 роки, 2015 рік Аддис-Абебська програма дій щодо фінансування розвитку та Паризька угода 2015 року в рамках Рамкової конвенції ООН про зміну клімату.

### Моніторинг і звітність
Щоб задовольнити потреби Порядку денного на період до 2030 року, ООН-Вода запустила Ініціативу інтегрованого моніторингу для ЦСР 6, спираючись на та розширюючи досвід і уроки, отримані протягом періоду ЦРТ.
Усі агенції-зберігачі глобальних індикаторів ЦСР 6 об'єдналися в рамках ініціативи, яка включає роботу Спільної програми моніторингу ВООЗ/ЮНІСЕФ для водопостачання та санітарії (JMP), міжвідомчої ініціативи GEMI та ООН-Вода Глобальний аналіз та оцінка санітарії та питної води (GLAAS).

### Кампанії
Щороку ООН-Вода координує міжнародні заходи Організації Об'єднаних Націй щодо прісної води та санітарії: Всесвітній день води та Всесвітній день туалету. Залежно від офіційної теми кампанії ООН, їх очолюють один або кілька членів і партнерів ООН-Вода із відповідним мандатом. У Всесвітній день води ООН-Вода випускає Звіт про розвиток світових водних ресурсів, присвячений тій же темі, що й кампанія.

## Управління

### Члени та Партнери
Агенції, програми та фонди ООН, пов'язані з водними ресурсами, є членами ООН-Вода. Партнери — це міжнародні організації, професійні спілки, асоціації чи інші групи громадянського суспільства, які активно займаються водними ресурсами та мають спроможність і готовність внести відчутний внесок у роботу UN-Water.

### Старші менеджери програм
Старші менеджери програми ООН-Вода є представниками членів ООН-Вода в ООН-Вода. Вони забезпечують загальне управління та стратегічний напрямок. Разом вони складають найвищий керівний орган ООН-Вода.

### Голова, заступник голови, секретар
Голова ООН-Вода призначається серед виконавчих керівників ООН після консультацій у Координаційній раді керівників системи ООН. Заступник голови ООН-Вода обирається серед старших керівників програми ООН-Вода. Старший менеджер програми UN DESA виконує обов'язки секретаря ООН-Вода за посадою.

### Список голів ООН-Вода
| № | Картина | Ім'я             | Громадянство    | Заступив на посаду | Пішов у відставку |
| - | ------- | ---------------- | --------------- | ------------------ | ----------------- |
| 6 |         | Ґілберт Хонґбо   | Того            | 2017 рік           | присутній         |
| 5 |         | Ґай Райдер       | Велика Британія | 2016 рік           | 2017 рік          |
| 4 |         | Мішель Жарро     | Франція         | 2012 рік           | 2016 рік          |
| 3 |         | Зафар Аділ       | Пакистан        | 2010 рік           | 2012 рік          |
| 2 |         | Паскуале Стедуто | Італія          | 2007 рік           | 2010 рік          |
| 1 |         | Джеймі Бартрам   | Велика Британія | 2004 рік           | 2007 рік          |

## Історія
1977: Міжсекретаріатська група ООН з питань водних ресурсів координує діяльність ООН у сфері водних ресурсів і має секретаріат із трьох осіб у попереднику Департаменту ООН з економічних і соціальних питань (ООН-ДСЕП) у Нью-Йорку.
1992: Групу включено до Підкомітету з водних ресурсів Адміністративного координаційного комітету ООН (АКК), який функціонує кілька років, перш ніж бути розпущеним. Члени продовжували неофіційні зустрічі, щоб продовжити співпрацю навколо водних питань.
1993: Генеральна Асамблея ООН визначила Всесвітнім днем води 22 березня.
2003: створено ООН-Вода, яку схвалив наступник AКК: Координаційна рада керівників системи ООН.
2005—2015: ООН-Вода координує Міжнародне десятиліття дій «Вода для життя», кульмінацією якого стала кампанія Міжнародний рік санітарії 2015, спрямована на досягнення санітарних цілей розвитку тисячоліття на 2000—2015 роки та припинення відкритої дефекації.
2012: запущено Портал ключових показників води, який підтримується об'єднаною базою даних, що містить дані кількох агентств ООН.
2013: Генеральна Асамблея ООН визначила 19 листопада Всесвітнім днем туалету.
2014: ООН-Вода запускає свою Стратегію на 2014—2020 рр. на підтримку Порядку денного до 2030 року.
2015: Генеральна Асамблея ООН запроваджує Цілі сталого розвитку Порядку денного на період до 2030 року, а спеціальну ціль щодо води та санітарії ухвалює Генеральна Асамблея ООН за участі Відділу технічних консультацій ООН-Вода.
2016: Ініціатива інтегрованого моніторингу води запущена з метою звітування про прогрес у сфері води та санітарії у послідовний та скоординований спосіб.
2017: Темою Всесвітнього дня води у 2017 році було «Чому витрачати воду», яка підкреслювала важливість не витрачати воду, а також нові політичні ініціативи щодо стічних вод.